# Маложеребківська (гідрологічна пам'ятка природи)
Маложере́бківська — гідрологічна пам'ятка природи місцевого значення в Україні. Розташована на території Теофіпольського району Хмельницької області, між селами Малі Жеребки та Михиринці. 
Площа 14 га. Статус надано згідно з рішенням Хмельницької обласної ради від 11.06.2007 року, № 23. Перебуває у віданні Михиринецької сільської ради.

## Коротка характеристика
Під охороною — болотиста територія у заплаві річки Случ, де зростають типові для даної місцевості види рослин: очерет звичайний, осока чорна, щавель та інші. 
Є місцем гніздування крижнів, лунів, чапель, лебедів, куликів. З представників теріофауни є місцем оселення ондатри, тхора.